# Guyonne
La Guyonne est une rivière française qui coule dans le  département des Yvelines. C'est un affluent du Lieutel en rive gauche, donc un sous-affluent de la Seine par la Mauldre.

## Géographie
D'une longueur de 11,9 km, la Guyonne prend sa source sur le territoire de Saint-Léger-en-Yvelines, dans le département des Yvelines. Le cours d'eau naît au sein de la forêt de Rambouillet, à peu de distance au Nord de cette ville. Il s'oriente d'emblée vers le Nord-Est, direction qu'il maintient plus ou moins tout au long de son parcours. Il rejoint la Mauldre en rive gauche, à Neauphle-le-Vieux.

## Communes traversées
La Guyonne traverse successivement les communes de Saint-Léger-en-Yvelines, Les Mesnuls, Bazoches-sur-Guyonne, Mareil-le-Guyon et Neauphle-le-Vieux, toutes situées dans le département des Yvelines.

## Hydrologie
La Guyonne est une rivière assez régulière. Son débit a été observé durant 27 ans (1982-2008), à Mareil-le-Guyon, localité du département des Yvelines située à peu de distance de son confluent avec la Mauldre. La surface ainsi étudiée est de 34 km2, soit la presque totalité du bassin versant du cours d'eau.
Le module de la rivière à Mareil-le-Guyon est de 0,153 m3/s.
La Guyonne présente des fluctuations saisonnières de débit bien marquées. Les hautes eaux se déroulent en hiver et au début du printemps, et se caractérisent par des débits mensuels moyens allant de 0,190 à 0,251 m3/s, de décembre à avril inclus (avec un maximum en janvier-février). Au mois de mai, le débit diminue fortement jusqu'aux basses eaux d'été qui ont lieu de juillet à septembre, entraînant une baisse du débit mensuel moyen allant jusqu'au plancher de 0,073 m3/s au mois de septembre (73 l). Mais ces moyennes mensuelles ne sont que des moyennes et cachent des fluctuations plus prononcées sur de courtes périodes ou selon les années.
Aux étiages, le VCN3 peut chuter jusque 0,031 m3/s en cas de période quinquennale sèche, soit 31 litres par seconde, ce qui n'est pas encore trop sévère pour un aussi petit cours d'eau.
Les crues peuvent être assez importantes, compte tenu de la petitesse de la rivière et de l'exigüité de son bassin versant. Les QIX 2 et QIX 5 valent respectivement 1,4 et 2,1 m3/s. Le QIX 10 est de 2,6 m3/s, le QIX 20 de 3,0 m3/s, tandis que le QIX 50 n'a pas été calculé.
Le débit instantané maximal enregistré à Mareil-le-Guyon a été de 6,05 m3/s le 1er octobre 1984, tandis que la valeur journalière maximale était de 3 m3/s le 22 janvier 1995. En comparant la première de ces valeurs à l'échelle des QIX de la rivière, il apparaît que cette crue était largement supérieure au niveau vicennal défini par le QIX 20, et donc très exceptionnelle.
La Guyonne est une rivière fort peu abondante. La lame d'eau écoulée dans son bassin versant est de 141 millimètres annuellement, ce qui constitue moins de la moitié de la moyenne d'ensemble de la France (320 mm). C'est largement inférieur à la moyenne du bassin de la Seine (plus ou moins 240 mm). Le débit spécifique (ou Qsp) atteint 4,5 litres par seconde et par kilomètre carré de bassin.
Le bassin de la Mauldre est géré par le COBAHMA (Comité de bassin hydrographique de la Mauldre et de ses affluents), qui rassemble les soixante-six (66) communes intéressées (environ 400 000 habitants) par la Mauldre et ses affluents sous l'égide du conseil général des Yvelines. Créé en 1992, il est présidé par Jean-François Raynal, conseiller général du canton de Poissy-Nord.
Un schéma d'aménagement et de gestion des eaux (SAGE) (document de planification institué par la loi sur l'eau du 3 janvier 1992) a été mis en œuvre par le COBAHMA.